# 上方絵
上方絵（かみがたえ）は、江戸時代から明治時代に描かれた浮世絵の様式のひとつである。主に京阪地方で製作された浮世絵版画を指す。

## 概要
江戸の浮世絵に対して、上方つまり京都や大坂で作られた浮世絵を指す。作品の大半は役者絵である。贔屓（ひいき）連中という熱心なファンが歌舞伎役者を盛り立て 、人気役者の似顔絵が作られた。
元禄期の京都では、西川祐信が肉筆浮世絵の美人画や絵本作画で活躍した。その後、寛政頃から文化期にかけて祇園井特が現れて艶麗でアクの強い個性的な京風肉筆美人画を描いたほか、円山派の山口素絢らが肉筆画において活躍している。また、大坂においては、月岡雪鼎、蔀関月らが肉筆美人画を描いている。
寛政4–5年（1792年–1793年）頃になると、流光斎如圭によって勝川風を取り入れた多色摺りのものが描かれる。また、大坂においては寛政ころに浅山芦国が現れ、#流光斎派とは別の一派が役者絵を描いて活躍している。なお、長谷川貞信の系統のみ現代まで受け継がれている。

### 合羽摺
上方にて錦絵が版行される以前に制作された版画の技法。別称は合羽版（かっぱばん）あるいは型紙摺（かたがみずり）で、現代のステンシル印刷に通じる孔版の一種として、絵柄の枠線は木版で刷り、色付けに型紙を用いて刷毛で捺染（なっせん）する。型紙には雨合羽（あまがっぱ）の材料にもなった防水性があり強度の高い厚手の紙を使った。
合羽摺は役者絵にとどまらず、絵本や挿絵本の彩色にも見られ、一枚摺では風景画、武者絵、相撲絵などがある。
主要な合羽摺の作家として、岡本昌房、寺沢昌次、堀田行長、有楽斎長秀、清谷、茶楽斎、括嚢、日本斎、不韻斎、国花堂らが挙げられる。

## 板元
商品として浮世絵や書籍を刷り、売ったり卸したりする書物問屋を板元といい、現代の書店と出版取次の機能を兼ねており、また著作権が確立するまで版画や版本の板木の所有者であった。
- 石川屋和助（石和） 幕末から明治[18][19][20][21]。大坂平野町通5丁目。「浪花百景」[22]などを出版。
- 大左 寛政文化頃。大坂。#流光斎「山下金作のやなぎさくら」（細判）など。
- 天喜 幕末。大坂浪花。歌川広重の張交絵「近江八景」など。
- 本屋清七（本清） 文化4年-安政6年、心斎橋塩町角。または大坂、嘉永7年-慶應4年、摺物と番付[23]。
- 前田喜次郎（喜治郎[23]） 1879年（明治11年）に大坂塩町通4丁目4番組で、翌1880年（明治12年）に芝町通4丁目4番でそれぞれ営業。鈴木年基「文武高名伝」、山崎年信「大日本名優鏡」、後藤芳景「皇子御降誕之図」など。
- 綿屋喜兵衛（綿喜、金随堂、前田喜兵衛、前田徳次郎） 大坂心斎橋塩町角。姓は前田[24]。芦雪「佐々木舟右衛門」、長谷川貞信「六十余州能登」など。

## 関連文献
出版年の早い順。
- 松平進「上方役者絵にみる二世嵐璃寛の人気」『芸能史研究』五七第57号、1977年4月。
- 黒田源次『上方繪一覧』東洋書院、1978年。NCID BN06665103。佐藤章太郎商店刊（1929年）の改版。
- 松平進「大英博物館新収上方役者絵帖について」『甲南女子大学研究紀要』第30巻、甲南女子大学、1994年3月、p.23-44, ISSN 0386-4405, NAID 120005182678。
- Clark, Timothy、Ueda, Osamu、Jenkins, Donald、Richard, Naomi Noble（1994年）The actor's image : print makers of the Katsukawa School、Art Institute of Chicago、Princeton University Press。ISBN 0865590974, 0691036276。NCID BA23143612。シカゴ美術館の勝川派収集品について。
- 「役者絵特集号3」『浮世絵芸術』第114号、国際浮世絵学会、1995年1月。ISSN 0041-5979, NAID 40000162086。
  - 松平進「上方のひいき連中と役者絵」、p.10-11。
- 松平進, 「新出のN氏所蔵上方絵について」『甲南女子大学研究紀要』 ISSN 0386-4405、甲南女子大学、1995年3月5日、492-466頁, NAID 110000431256。
- 松平進「公開講演 上方役者の特色 ―ひいきとのかかわり―」『国際日本文学研究集会会議録 = Proceedings of International Conference on Japanese Literature』第19号（第20回）、国文学研究資料館、1996年10月、p.171-182。ISSN 0387-7280、NAID 120006668654。
- 「特集:上方絵」『浮世絵芸術』第150巻、国際浮世絵学会、2005年、3-57頁、ISSN 0041-5979、NAID 40006865947。
  - 竹本幹夫「〈大坂歌舞伎展〉について (特集:上方絵)」、3-5頁、NAID 40006865948。
  - Gerstle, Andrew「上方役者と俳諧・狂歌連--初代嵐璃寛とその贔屓たち (特集:上方絵)」、6-23頁、NAID 40006865949。
  - 北川博子「上方における双六と役者似顔--大英博物館蔵・寛政期の役者双六二種を中心に (特集:上方絵)」、24-30頁、NAID 40006865950。
  - 中野志保「上方浮世絵と北斎--その影響を読本挿絵と役者絵から検証する (特集:上方絵)」、41-57頁、NAID 40006865952。
- 山口真有香「上方の浮世絵の発生と展開--役者絵を中心に」『美学論究』第20巻、関西学院大学、2005年3月、p.19-36。ISSN 0911-3304、NAID 110004473683。
- 大阪歴史博物館、早稲田大学演劇博物館、大英博物館、産業経済新聞社『日英交流大坂歌舞伎展 : 上方役者絵と都市文化』大阪歴史博物館、早稲田大学坪内博士記念演劇博物館、2005年。NCID BA73766344。大英博物館の展覧会図録『Kabuki heroes on the Osaka stage 1780-1830』の改版改題による展示図録。日本展は大阪歴史博物館2005年（平成17年）10月-11月、早稲田大学演劇博物館同年12月-翌年1月に開催。
- 北川博子「ボストン美術館所蔵上方絵目録」『なにわ・大阪文化遺産学研究センター』2006号、関西大学なにわ・大阪文化遺産学研究センター、2006年、85-128頁、NAID 120006347786。
- 中野志保「上方絵の価値は、海外で、どのように語られてきたか (特集 グローバリズムの方法論と日本美術史研究 : 一国主義と受容研究を越えて) -- (グローバリズムの功罪を問う)」『美術フォーラム21 = Bijutsu forum 21』第32巻、2015年、48-52頁、NAID 40020709275。
- 中野志保「黒田源次『上方絵一覧』を読む : 「上方絵」の創出とその価値付け (岸文和先生 廣田收先生 退職記念論文集)」『文化学年報 = Annual report of cultural studies』第69巻、同志社大学文化学会、2020年3月、247-266頁、ISSN 0288-1322, NAID 40022213798。